# Levi Bergström
Levi Bergström född 1947 och bosatt i Umeå, är socialdemokrat och landstingsråd i Västerbottens läns landsting.
Bergström är även 1:e vice ordförande i kyrkomötet. 
Tidigare har han haft samma uppdrag i Svenska kyrkans kyrkostyrelse.